# Davide Pessina
Davide Pessina, né le 7 février 1968, à Aoste, en Italie, est un ancien joueur italien de basket-ball. Il évolue durant sa carrière aux postes d'ailier fort et de pivot. Il est aujourd'hui commentateur et chroniqueur pour Sky Italia. 

## Palmarès
- Finaliste du championnat d'Europe 1991
- Coupe Korać 1991, 1993
- Champion d'Italie 1989